# Żorski Park Przemysłowy
Żorski Park Przemysłowy (ŻPP) zajmuje teren o powierzchni 8,6 ha i mieści się w północnej części miasta Żory, przy ulicy Bocznej 8. Park oddalony jest o ok. 1,7 km od centrum miasta i 1 km od trasy nr 81. ŻPP powstał na mocy porozumienia z dnia 29 listopada 2004 r. sygnowanego przez Górnośląską Agencję Przekształceń Przedsiębiorstw SA w Katowicach oraz Gminę Żory. Właścicielem i zarządzającym Parkiem jest Górnośląska Agencja Przekształceń Przedsiębiorstw S.A. 
Park tworzą hale produkcyjno-magazynowe wyposażone w niezbędną infrastrukturę, budynek biurowo-administracyjny, parkingi oraz place manewrowe zlokalizowane w bezpośrednim sąsiedztwie hal. Teren jest uzbrojony w sieć wodociągową, kanalizację sanitarną, kanalizację deszczową, sieć ciepłowniczą, sieć energetyczną oraz sieci teletechniczne.